# Basilica Argentaria
Basilica Argentaria var en basilika i antikens Rom. Den var belägen på Caesars forum vid Clivus Argentarius på Capitoliums östra sluttning. I Basilica Argentaria huserade myntväxlare samt de som sålde silver- och bronskärl.
Basilikan, som uppfördes under kejsar Trajanus regeringstid (98–117 e.Kr.), hade pelare i tuff samt tunnvalv. Basilikan flankerade Venus Genetrix tempel.

## Bilder
| - Basilica Argentaria och Clivus Argentarius. - De tre återstående kolonnerna från Venus Genetrix tempel samt Basilica Argentaria. |